# Sol Ruca
Calyx Harmony Hampton (Ontario, 26 de agosto de 1999) é uma lutadora profissional americana que atualmente trabalha para a WWE, onde atua na marca NXT sob o nome de ringue Sol Ruca, sendo a atual campeã norte-americana feminina do NXT em seu primeiro reinado. Ruca também é a atual campeã feminina Speed da WWE em seu primeiro reinado.

## Início de vida
Calyx Harmony Hampton nasceu em Ontario, Califórnia, em 26 de agosto de 1999. Seu pai, Paul A. Hampton, é um músico afro-americano. Ela tem um irmão chamado Coda. Hampton se formou na Western Christian High School em Upland, Califórnia, em 2017. Ela então cursou Fisiologia Humana na Universidade de Oregon, onde também competiu em ginástica.

## Carreira na luta livre profissional

### WWE (2022–presente)
Hampton fez parte de um grupo de novos recrutas contratados para o WWE Performance Center em março de 2022. Ela não tinha experiência prévia no wrestling, vindo de um histórico em acrobacia e tumbling. Ela fez sua estreia no ringue sob o nome de ringue Sol Ruca em um show ao vivo em Jacksonville, Flórida, em 24 de junho de 2022, fazendo parceria com Solo Sikoa para derrotar Grayson Waller e Tiffany Stratton. Sua estreia na televisão aconteceu no episódio de 27 de setembro de 2022 do NXT 2.0, onde derrotou Amari Miller. Em dezembro, Ruca ganhou fama viral por seu inovador movimento de finalização, um springboard backflip cutter apelidado de Sol Snatcher. No episódio de 24 de janeiro de 2023 do NXT, Ruca e Alba Fyre enfrentaram Kayden Carter e Katana Chance pelo Campeonato de Duplas Femininas do NXT, mas saíram derrotadas. Em abril, Ruca foi uma das lutadoras feridas por um agressor misterioso. Isso foi feito para tirá-la da televisão, pois ela rompeu o ligamento cruzado anterior (LCA), o que exigiu uma cirurgia.
Ruca retornou de sua lesão no NXT Roadblock em 5 de março de 2024, atacando Blair Davenport, responsável pela lesão de Ruca, durante sua luta contra Fallon Henley. No episódio do NXT em 2 de abril, Ruca derrotou Davenport. Duas semanas depois, Davenport custou a vitória de Ruca em uma luta contra Lola Vice, ao derrubá-la do topo da corda. Mais tarde naquela noite, nos bastidores, Ruca exigiu que a gerente geral do NXT, Ava, marcasse uma luta sem desqualificação contra Davenport na Semana 1 do Spring Breakin'. Ava aceitou o pedido e agendou a luta como uma Beach Brawl, que Ruca venceu. No NXT Battleground em 9 de junho, Ruca participou de uma luta de escadas feminina de seis participantes para coroar a primeira campeã do Campeonato Norte-Americano Feminino do NXT, que foi vencida por Kelani Jordan. No episódio do NXT de 25 de junho, Ruca derrotou Arianna Grace para garantir uma oportunidade pelo título contra Jordan no NXT Heatwave. No evento de 7 de julho, Ruca não conseguiu conquistar o título de Jordan. Na edição de 20 de agosto do NXT, Ruca competiu em uma luta gauntlet feminina de seis participantes para determinar a desafiante número um pelo Campeonato Feminino do NXT de Roxanne Perez no No Mercy. Ela eliminou Adriana Rizzo e Wren Sinclair durante a luta, mas foi derrotada pela eventual vencedora, Jaida Parker. No episódio de 10 de setembro do NXT, Ruca respondeu ao desafio aberto da campeã mundial feminina das Knockouts da TNA, Jordynne Grace, mas a luta terminou sem resultado após Ruca e Grace serem ambas atacadas por Wendy Choo e Rosemary, da TNA Wrestling.

## Vida pessoal
Hampton está atualmente em um relacionamento com o lutador profissional inglês Tyler Bate.

## Títulos e prêmios
- Pro Wrestling Illustrated
  - Novata do Ano (2023)[20]
  - PWI a colocou na #107ª posição das 250 melhores lutadoras individuais no PWI Women's 250 em 2024[21]
- WWE
  - Campeonato Feminino Speed da WWE (1 vez, atual)
  - Campeonato Norte-Americano Feminino do NXT (1 vez, atual)[22]
  - Torneio para determinar a desafiante #1 pelo Campeonato Feminino Speed da WWE (2025)